# Dzieża (potok)
Dzieża, Dzierża (niem. Uppichbach, Uppich Bach) – potok w południowo-zachodniej Polsce, w woj. dolnośląskim, w Górach Izerskich, w prawym dorzeczu Kwisy, długość 5,6 km, źródła na wysokości ok. 650 m n.p.m., ujście – ok. 345 m n.p.m..

## Opis
Wypływa z północnych zboczy Kamienickiego Grzbietu Gór Izerskich, z obniżenia między Kotłem a Wysoką, w górnej części wsi Kotlina. Początkowo płynie stromą dolinką wciętą w zbocza Kamienickiego Grzbietu ku północnemu wschodowi. W Gierczynie wypływa na Pogórze Izerskie. Odtąd płynie spokojnie przez południową część Kotliny Mirskiej.
Uchodzi do Długiego Potoku, choć niektóre źródła podają, że do Mrożynki lub nawet Kwisy.
Posiada prawy dopływ - Pękawkę, choć niektóre źródła podają, że to Dzieża jest dopływem Pękawki.
Nazwa potoku jest podawana jako Dzieża lub Dzierża.